# Ekorrspinnare
Ekorrspinnare (Stauropus fagi) är en fjärilsart som tillhör familjen tandspinnare (Notodontidae).
Fjärilen har gråbruna vingar. De främre, som i utkanten är svagt tandade, är tecknade med gulaktiga, skarpt vinklade tvärlinjer och med en rad svarta, inåt av vitt begränsade punkter längs utkanten. Den tämligen långa bakkroppen bär på ryggsidan av de främre lederna små hårtofsar. Hannens antenner är kammade och honans enkla. Vingbredd ligger mellan 47 och 65 mm. 

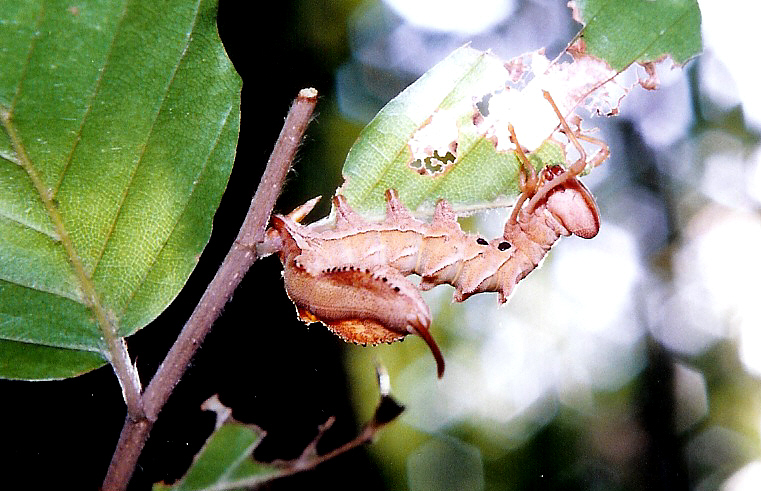
larv av ekorrspinnare

Larven som lever på bok, ek, lind och björk är känd för sitt märkliga utseende. De två bakre paren bröstfötter är av en för fjärillarver ovanlig längd. Framryggens leder är försedda med spetsiga, uppstående knölar. Den tjocka och uppsvällda sista leden bär ett par till smala spröt ombildade analfötter. Då larven oroas, reser den upp både främre och bakre kroppsdelen, en ställning, som i förening med den rödbruna färgen torde ha givit anledning till namnet "ekorrspinnare". De långa bröstfötterna röra sig vid detta tillfälle oroligt fram och tillbaka, och främre delen av djuret liknar då en spindel, varvid huvudet föreställer spindelns bakkropp. De uppresta bakre kroppsdelar liknar en bärfis, och larven härmar således samtidigt två helt olika slags djur, som vart för sig på sitt särskilda sätt kan sätta sig i respekt.
Fjärilen förekommer i maj till juli sällsynt i södra Sverige upp till Stockholm. I mellersta Europa är de ganska vanlig i bland- och lövskogar.